# Оливас, Андрес
Андрес Эдуардо Оливас Нуньес (исп. Andrés Eduardo Olivas Núñez; род. 27 мая 1998, Чиуауа) — мексиканский легкоатлет, специалист по спортивной ходьбе. Выступает за сборную Мексики по лёгкой атлетике с 2015 года, обладатель бронзовой медали Панамериканских игр, победитель и призёр ряда крупных международных стартов, участник летних Олимпийских игр в Токио.

## Биография
Андрес Оливас родился 27 мая 1998 года в городе Чиуауа, Мексика.
Впервые заявил о себе в лёгкой атлетике на международном уровне в сезоне 2015 года, когда вошёл в состав мексиканской сборной и выступил на юношеском мировом первенстве в Кали, где в зачёте ходьбы на 10 000 метров стал четвёртым.
В 2016 году на командном чемпионате мира по спортивной ходьбе в Риме финишировал пятым в гонке юниоров на 10 км и стал победителем юниорского командного зачёта.
В 2017 году был четвёртым среди юниоров на Панамериканском кубке в Лиме, получил серебро на юниорском панамериканском первенстве в Трухильо.
В 2018 году в ходьбе на 20 км финишировал четвёртым на Центральноамериканских и Карибских играх в Барранкилье.
В 2019 году среди прочего показал шестой результат на Панамериканских играх в Лиме.
В марте 2021 года на международном старте Dudinska 50 в Словакии превзошёл всех соперников на дистанции 20 км, установив при этом свой личный рекорд — 1:19:54, а позднее одержал победу на чемпионате Мексики в Керетаро. Выполнив олимпийский квалификационный норматив (1:21:00), удостоился права защищать честь страны на летних Олимпийских играх в Токио — в программе 20 км показал время 1:22:46, расположившись в итоговом протоколе соревнований на 11-й строке.
В 2022 году стал серебряным призёром на чемпионате Мексики в Морелии, занял 18-е место на чемпионате мира в Орегоне.
В 2023 году финишировал шестым на Панамериканском кубке в Манагуа, победил на чемпионате Мексики в Пуэбле, показал 18-й результат на чемпионате мира в Будапеште, взял бронзу на Панамериканских играх в Сантьяго.
В 2024 году в ходьбе на 20 км занял 15-е место на командном чемпионате мира в Анталье.